# 睛州
睛州，渤海国的南京南海府所领三州之一。一作晴州。
领天睛、神阳、莲池、狼山、仙岩五县。睛州治所在今在天睛县（今朝鲜民主主义人民共和国咸镜南道咸兴市西北旧津里）。926年，辽朝灭渤海，州县皆废，移居睛州的渤海人至今辽宁省海城市，设嫔州（州治在海城市区东北向阳寨）统治。